# Symphurus variegatus
Symphurus variegatus är en fiskart som först beskrevs av Gilchrist, 1903.  Symphurus variegatus ingår i släktet Symphurus och familjen Cynoglossidae. Inga underarter finns listade i Catalogue of Life.